# Rocco och hans bröder
Rocco och hans bröder (italienska: Rocco e i suoi fratelli) är en italiensk dramafilm från 1960 i regi av Luchino Visconti. Filmen är baserad på romanen Il ponte della Ghisolfa från 1958 av den italienske författaren Giovanni Testori.
Filmen vann Juryns stora pris vid filmfestivalen i Venedig 1960 och hade premiär i Italien den 6 oktober samma år. Svensk premiär skedde på biograf Royal i Stockholm den 10 juli 1961.

## Handling
Filmen är ett storslaget drama som följer en fattig familj bestående av fem bröder och en mor som flyttar från Lucania i södra Italien till en förort till Milano. Två av bröderna är framgångsrika boxare. Den ena, den idealistiske Rocco, slits mellan kärlek och familjelojalitet. 

## Rollista i urval
- Alain Delon – Rocco Parondi
- Renato Salvatori – Simone Parondi
- Annie Girardot – Nadia
- Katina Paxinou – Rosaria Parondi
- Spiros Focas – Vincenzo Parondi
- Max Cartier – Ciro Parondi
- Alessandra Panaro – Franca, Ciros fästmö
- Rocco Vidolazi – Luca Parondi
- Roger Hanin – Duilio Morini
- Suzy Delair – Luisa, ägare till tvättinrättning
- Claudia Mori – tvätterska
- Adriana Asti – Giannina, tvätterska
- Corrado Pani – Ivo
- Paolo Stoppa – Cecchi, tränare
- Claudia Cardinale – Ginetta Giannelli
- Renato Terra – Alfredo, Ginettas bror
- Nino Castelnuovo – Nino Rossi, Simones vän

## DVD
I Sverige gavs filmen ut på DVD 2008 och 2011.